# Elsparefonden
Elsparefonden var indtil 1. marts 2010 en uafhængig fond under Klima- og energiministeriet. Fonden skulle fremme elbesparelser og en mere effektiv elanvendelse i den private husholdning og i den offentlige sektor. På fondens websted elsparefonden.dk fandtes bl.a. lister med de mest energirigtige produkter, udstyr til besparelser, online beregningsværktøjer og gode tips til en energirigtig adfærd.
Elsparefonden blev med virkning fra den 1. marts 2010 omdannet til Center for Energibesparelser. Mens Elsparefonden – som navnet angiver – var 'begrænset' til besparelser i forbruget af elektricitet, skulle Center for Energibesparelser beskæftige sig med besparelser inden for alle energiformer og sektorer, dog bortset fra transport.
Domænet elsparefonden.dk henviste fra januar 2011 indtil marts til Goenergi.dk, som var en hjemmeside for Center for Energibesparelser. Herefter overførtes aktiviteterne til energistyrelsen gennem sitet sparenergi.dk Arkiveret 16. marts 2017 hos  Wayback Machine, idet den særskilte bevilling blev sparet bort ved energiforliget i 2012.